# 王曾才
王曾才（1935年1月2日—2020年7月7日），臺灣著名西洋近代史權威。國立臺灣大學歷史系、歷史研究所畢業，後又取得英國劍橋大學哲學博士。曾任國立臺灣大學歷史學系教授、系主任、歷史學研究所所長、文學院院長及淡江大學文學院院長，後又被聘於中國文化大學史學系任教，并任中国历史学会常务理事。
出身山東蘭陵王氏望族，为兰陵美酒公司创办人王翔和之孙。知名作家王鼎鈞為其胞兄。

## 經歷
- 1973年至1976年，在香港中文大學講學，並被聘任為香港中學會考歷史科考試委員會主席。
- 1979年，任中国国民党青年工作會副主任。
- 1983年8月，任台灣大學文學院院長。
- 1984年，任考試院秘書長。
- 1988年7月，當選為中国國民黨第十三屆中央委員会候補委员。
- 1989年，任考試院考試委員。

## 著作
- 《清季外交史論》（臺北：商務印書館，1972）
- 《中英外交史論集》（臺北：聯經出版公司，1983）
- 《西洋現代史》（臺北：東華書局，1989）
- 《西洋近世史》3版（臺北：正中書局，1991）
- 《世界近代史》4版（臺北：正中書局，2002）
- 《世界現代史》，2冊（臺北：三民書局，1992）
- 《世界通史》（臺北：三民書局，1993）
- 《中國外交史要義》2版（臺北：五南圖書出版公司，2001）
- 《加拿大通史》（臺北：五南圖書出版公司，2001）
- 《平凡說從頭》（臺北：歷史智庫出版公司，2002）
- 《西方文化要義》（臺北：五南圖書出版公司，2003）
- 《國際史概論》（臺北：三民書局，2008）